# Гленн Сюргелосе
Гленн Сюргелосе (4 вересня 1989) — бельгійський плавець.
Учасник Олімпійських Ігор 2008, 2012, 2016 років.
Призер Чемпіонату Європи з водних видів спорту 2014, 2016 років.
Призер Чемпіонату Європи з плавання на короткій воді 2015 року.